# 山北町立川村小学校
山北町立川村小学校（やまきたちょうりつ かわむらしょうがっこう）は、神奈川県足柄上郡山北町山北にある公立小学校。

## 沿革
- 1873年（明治6年）5月5日 - 川村岸、川村山北、川村向原の3村合同して小学校を創設。川村岸般若院に「貫穿舎」創設、川村山北は成就院で、川村向原は金台寺で幼年生の授業を開始[1]。
- 1874年（明治7年）4月 - 川村向原は六天舎境内に校舎を新築し、「貫穿舎」と分離し「向原学校」と称する[1]。
- 1879年（明治12年）5月 - 川村岸越地2500番地に校舎を改築、「川村小学校」に改称[1]。
- 1882年（明治15年）5月 - 「向原学校」を合併し分校とする[1]。
- 1886年（明治19年）9月 - 町村制施行により、川村岸、川村山北、川村向原を合併して「川村」となる[1]。
- 1889年（明治22年） - 「尋常川村小学校」に改称[1]。
- 1894年（明治27年） - 「尋常高等川村小学校」に改称[1]。
- 1933年（昭和8年） - 町制施行により、「川村」を「山北町」と改める。
- 1941年（昭和16年） - 「川村国民学校」に改称[1]。
- 1947年（昭和22年） - 「山北町立川村小学校」に改称[1]。
- 1976年（昭和51年）7月26日 - 開校100周年記念式典挙行[1]。
- 1993年（平成5年）10月9日 - 開校120周年記念式典挙行[1]。
- 2011年（平成23年）4月1日 - 「共和小学校」を統合。
- 2015年（平成27年）
  - 4月1日 - 「川村小学校（旧）」と「清水小学校」が統合し、「川村小学校（新）」が創立[2]。
  - 4月6日 - 開校式挙行[2]し、校旗伝達。同日、体育館ステージ緞帳が、三越伊勢丹ホールディングスより寄贈された[3]。
- 2016年（平成28年）12月 - プール循環浄化装置改修工事[3]。
- 2017年（平成29年）
  - 6月 - 空調機器整備工事（1～3学年教室・特別支援学級）[3]。
  - 8月 - フェンス移設工事[3]。
- 2018年（平成30年）
  - 6月 - プール塗装工事[3]。
  - 8月 - 空調機器整備工事（4～6学年教室）[3]。
- 2021年（令和3年）4月1日 - 「三保小学校」を統合[4]。

## 通学区域
- 山北町全域

## 進学先中学校
- 山北町立山北中学校

## アクセス
- 山北町内循環バス「西部循環」で、「川村小学校入口」停留所下車後、徒歩[5]。